# Cupa României 1979-1980

Ediția 1979-1980 a fost a 42-a ediție a Cupei României la fotbal. A fost câștigată de Politehnica Timișoara, care a învins-o în finală pe Steaua București, câștigătoarea ediției anterioare, cu scorul de 2-1.

## Desfășurare
Toate meciurile de după faza șaisprezecimilor, exceptând finala (care a avut loc în București), s-au jucat pe teren neutru. În șaisprezecimi au participat 32 de echipe, din care făceau parte și cele din Divizia A. Dacă după 90 de minute scorul era egal se jucau două reprize de prelungiri a câte 15 minute. Dacă după prelungiri scorul era tot egal, soarta calificării se decidea la loviturile de departajare.

## Șaisprezecimi
| Data              | Echipă gazdă       |   | Echipă oaspete     | Rezultat   |
| ----------------- | ------------------ | - | ------------------ | ---------- |
| 9 decembrie 1979  | FCM Alexandria     | – | Dunărea Galați     | 1:1 (d.p.) |
|                   | Gloria Bistrița    | – | F.C. Baia Mare     | 2:0        |
|                   | Gloria Buzău       | – | Steaua București   | 0:1        |
|                   | Metalul București  | – | Scornicești        | 5:1        |
|                   | Rapid București    | – | Dinamo București   | 2:1 (d.p.) |
|                   | Victoria Călan     | – | Politehnica Iași   | 2:2 (d.p.) |
|                   | Minerul Comănești  | – | Universitatea Cluj | 2:5        |
|                   | Unirea Dej         | – | SC Bacău           | 1:4        |
|                   | Cristalul Dorohoi  | – | Jiul Petroșani     | 1:5        |
|                   | Utilajul Făgăraș   | – | Sportul Studențesc | 0:0 (d.p.) |
|                   | Horezu⁠(d)          | – | CS Târgoviște      | 0:2        |
|                   | Medgidia⁠(d)        | – | ASA Tîrgu Mureș    | 1:1 (d.p.) |
|                   | FC Bihor           | – | Chimia R Vâlcea    | 0:2        |
|                   | Metalul Oțelu Roșu | – | Poli Timișoara     | 0:1        |
|                   | Petrolul Ploiești  | – | Argeș Pitești      | 2:0        |
| 20 februarie 1980 | U Craiova          | – | Olimpia Satu Mare  | 1:0 (d.p.) |

## Optimi
| Data              | Oraș       | Echipă gazdă       |   | Echipă oaspete     | Rezultat   |
| ----------------- | ---------- | ------------------ | - | ------------------ | ---------- |
| 24 februarie 1980 | Alba Iulia | Jiul Petroșani     | – | Universitatea Cluj | 1:0        |
|                   | Brașov     | U Craiova          | – | SC Bacău           | 2:0        |
|                   | Brăila     | Sportul Studențesc | – | Politehnica Iași   | 4:2 (pen.) |
|                   | București  | Rapid București    | – | Metalul București  | 3:2 (d.p.) |
|                   | Deva       | Poli Timișoara     | – | ASA Tîrgu Mureș    | 1:0        |
|                   | Pitești    | Steaua București   | – | CS Târgoviște      | 4:0        |
|                   | Ploiești   | Dunărea Galați     | – | Chimia R Vâlcea    | 4:0        |
|                   | Sibiu      | Gloria Bistrița    | – | Petrolul Ploiești  | 1:0        |

## Sferturi
| Data            | Oraș           | Echipă gazdă     |   | Echipă oaspete     | Rezultat   |
| --------------- | -------------- | ---------------- | - | ------------------ | ---------- |
| 16 aprilie 1980 | Craiova        | Rapid București  | – | Jiul Petroșani     | 7:6 (pen.) |
|                 | Medgidia       | Steaua București | – | Dunărea Galați     | 1:0        |
|                 | Râmnicu Vâlcea | U Craiova        | – | Sportul Studențesc | 1:0        |
|                 | Sibiu          | Poli Timișoara   | – | Gloria Bistrița    | 2:1        |

## Semifinale
| Data        | Oraș           | Echipă gazdă     |   | Echipă oaspete  | Rezultat   |
| ----------- | -------------- | ---------------- | - | --------------- | ---------- |
| 28 mai 1980 | Pitești        | Steaua București | – | U Craiova       | 2:1        |
|             | Râmnicu Vâlcea | Poli Timișoara   | – | Rapid București | 4:2 (pen.) |

## Finala
| 1 iunie 1980 16:30 | Poli Timișoara                       | 2 – 1 | Steaua București   | Stadionul 23 August, București Spectatori: 50.000 Arbitru: Nicolae Rainea (Bârlad) |
| 1 iunie 1980 16:30 | 24' Viorel Vișan 96' Dan Păltinișanu |       | Tudorel Stoica 25' | Stadionul 23 August, București Spectatori: 50.000 Arbitru: Nicolae Rainea (Bârlad) |

| POLITEHNICA TIMIȘOARA |                    |     |
|                       |                    |     |
| P                     | Radu Suciu         |     |
| F                     | Dumitru Nadu       |     |
| F                     | Dan Păltinișanu    |     |
| F                     | Gheorghe Șerbănoiu |     |
| F                     | Viorel Vișan       |     |
| M                     | Adrian Manea       |     |
| M                     | Emeric Dembroschi  |     |
| M                     | Titi Nicolae       | 61' |
| M                     | Stelian Anghel     |     |
| A                     | Leonida Nedelcu    | 91' |
| A                     | Gheorghe Cotec     |     |
| Înlocuiri:            |                    |     |
| M                     | Vasile Nucă        | 61' |
| A                     | Ion Octavian Roșca | 91' |
| Antrenor:             |                    |     |
| Ion V. Ionescu        |                    |     |

| STEAUA BUCUREȘTI:   |                   |     |
|                     |                   |     |
| P                   | Vasile Iordache   |     |
| F                   | Teodor Anghelini  |     |
| F                   | Florin Marin      |     |
| F                   | Ștefan Sameș      |     |
| F                   | Iosif Vigu        |     |
| M                   | Ion Dumitru       |     |
| M                   | Tudorel Stoica    | 75' |
| M                   | Anghel Iordănescu | 65' |
| M                   | Vasile Aelenei    |     |
| A                   | Marcel Răducanu   |     |
| A                   | Adrian Ionescu    |     |
| Înlocuiri:          |                   |     |
| M                   | Gabriel Zahiu     | 65' |
| M                   | Ion Nițu          | 75' |
| Antrenor:           |                   |     |
| Gheorghe Constantin |                   |     |